# Escudilla Bonita
Escudilla Bonita è un census-designated place (CDP) degli Stati Uniti d'America della contea di Catron nello Stato del Nuovo Messico. La popolazione era di 119 abitanti al censimento del 2010.

## Geografia fisica
Secondo lo United States Census Bureau, il CDP ha una superficie totale di 31,58 km², dei quali 31,49 km² di territorio e 0,09 km² di acque interne (0,29% del totale).

## Società

### Evoluzione demografica
Secondo il censimento del 2010, la popolazione era di 119 abitanti.

### Etnie e minoranze straniere
Secondo il censimento del 2010, la composizione etnica del CDP era formata dall'89,08% di bianchi, lo 0% di afroamericani, lo 0,84% di nativi americani, lo 0,84% di asiatici, lo 0% di oceanici, il 2,52% di altre razze, e il 6,72% di due o più etnie. Ispanici o latinos di qualunque razza erano il 7,56% della popolazione.